# Download Festival
Download Festival este un festival de muzică rock/metal care are loc anual în Donington Park, lângă Leicestershire, în Anglia. Festivalul are loc de obicei în al doilea weekend din luna iunie și durează trei zile.

## Download Festival 2003
Prima ediție a Download Festival s-a derulat în 2003, între 31 mai și 1 iunie, pe două scene.
| Scena principală | |
| Sâmbătă | Duminică |
| Iron Maiden Marilyn Manson Deftones Ministry InMe Murderdolls Amen Funeral for a Friend Stampin' Ground Shadows Fall Murder One | Audioslave Zwan Flint Apocalyptica Less Than Jake Disturbed Stone Sour Evanescence Mudvayne Spineshank The Darkness One Minute Silence Raging Speedhorn Instruction |

## Download Festival 2004
En 2004, le festival se déroule du 1 au 2 juin à Glasgow (Écosse) et du 5 au 6 juin au Donington Park.

### Glasgow Green Scotland
| Scène principale            |                                                                  |
| Mercredi                    | Jeudi                                                            |
| Metallica Korn Slipknot HIM | Linkin Park Lostprophets The Stooges The Distillers Machine Head |

### Donington Park
| Scène principale |                                                                                             |
| Sâmbătă | Duminică                                                                                    |
| Linkin Park Sum 41 The Stooges The Hives The Distillers Cradle of Filth Monster Magnet Opeth The Dillinger Escape Plan | Metallica Korn Slipknot Slayer Machine Head Damageplan Soulfly Ill Niño Turbonegro Breed 77 |

## Download Festival 2005
| Scène principale                                                                                       | |                                                                                                |
| Vineri                                                                                                 | Sâmbătă | Duminică                                                                                       |
| Feeder Garbage Dinosaur Jr Megadeth Biffy Clyro The Others JJ72 Idiot Pilot Wednesday 13 Queen Adreena | Black Sabbath Velvet Revolver HIM Anthrax Alter Bridge Bowling for Soup A The Mad Capsule Markets The Dwarves Trivium | System of a Down Slipknot Slayer Nightwish Killswitch Engage Papa Roach Mudvayne Society 1 DV8 |

## Download Festival 2006
| Scène principale                                                                          | | |
| Vineri                                                                                    | Sâmbătă                                                                                                   | Duminică |
| Tool Deftones Coheed and Cambria Soulfly Strapping Young Lad Soil Wicked Wisdom Amplifier | Metallica Korn Trivium Avenged Sevenfold Stone Sour Alice in Chains Arch Enemy Bloodsimple Satyricon Down | Guns N' Roses Funeral for a Friend Bullet for My Valentine Cradle of Filth Lacuna Coil In Flames 36 Crazyfists DragonForce Hatebreed Breed 77 |

## Download Festival 2007
En 2007, le festival se déroule du 8 au 10 juin et possède trois scènes: la scène principale, la scène Dimebag Darrell et la scène Tuborg.
| Scène principale                                                                                 | | |
| Vineri                                                                                           | Sâmbătă | Duminică |
| My Chemical Romance Velvet Revolver Wolfmother DragonForce Megadeth Hinder Buckcherry Zico Chain | Linkin Park Marilyn Manson Slayer Machine Head Bowling for Soup 30 Seconds to Mars Aiden Shadows Fall HELLYEAH Turisas | Iron Maiden Evanescence Killswitch Engage Stone Sour Lamb of God Mastodon Papa Roach Chimaira Reuben Parikrama |

## Download Festival 2008
En 2008, le festival se déroule du 13 au 15 juin et possède trois scènes: la scène principale, la scène Tuborg et la scène Gibson.
| Scène principale                                                    | | |
| Vineri                                                              | Sâmbătă | Duminică |
| Kiss Judas Priest Motörhead Disturbed Seether Beat Union Black Tide | The Offspring Incubus Bullet for My Valentine Biffy Clyro Alter Bridge Madina Lake 36 Crazyfists Job for a Cowboy Skindred Sign | Lostprophets Jimmy Eat World Coheed & Cambria In Flames Within Temptation Apocalyptica Black Stone Cherry Fightstar From First to Last Glamour of the Kill |

## Download Festival 2009
En 2009, le festival se déroule du 12 au 14 juin et possède quatre scènes: la scène principale, une deuxième scène, la scène Tuborg et la scène Red Bull Bedroom Jam.
| Scène principale                                                                                   | |                                                                                              |
| Vineri                                                                                             | Sâmbătă | Duminică                                                                                     |
| Faith No More Korn Limp Bizkit Killswitch Engage Billy Talent Staind The Blackout Hollywood Undead | Slipknot Marilyn Manson Pendulum Dragonforce Down Hatebreed DevilDriver Five Finger Death Punch Ripper Owens | Def Leppard Whitesnake ZZ Top Dream Theater Journey Black Stone Cherry Skin Tesla Stone Gods |

## Download Festival 2010
En 2010, le festival se déroule du 11 au 13 juin et possède quatre scènes: la scène principale, une deuxième scène et la scène Pepsi Max.
| Scène principale                       | |                                                                                       |
| Vineri                                 | Sâmbătă | Duminică                                                                              |
| AC/DC Them Crooked Vultures Wolfmother | Rage Against the Machine Deftones Megadeth Lamb of God Five Finger Death Punch Flyleaf Hell Yeah Taking Dawn | Aerosmith Stone Temple Pilots Motörhead Billy Idol Slash Cinderella Saxon Ratt Dommin |

## Download Festival 2011
| Main Stage                                                                                                   | | |
| Vineri | Sâmbătă | Duminică |
| Def Leppard The Darkness Alter Bridge Thin Lizzy Black Stone Cherry Duff McKagan's Loaded Puddle of Mudd CKY | System of a Down Avenged Sevenfold Skunk Anansie Down Hollywood Undead Skindred Escape the Fate All That Remains The Devil Wears Prada | Linkin Park Bullet for My Valentine Disturbed The Gaslight Anthem Bowling for Soup Madina Lake Biohazard Suicide Silence |